# 김해 원명사 육경합부
김해 원명사 육경합부(金海 圓明寺 六經合部)는 대한민국 경상남도 김해시 원명사에 있는 육경합부이다.
2012년 5월 10일 경상남도의 유형문화재 제519호 김해 초정리 박형국 소장 육경합부로 지정되었다가, 2018년 12월 20일 현재의 명칭으로 변경되었다.

## 개요
이 경전은 조선 전기부터 널리 유통되었던 금강반야바라밀경(金剛般若波羅蜜經), 대방광불화엄경보현행원품(大方廣佛華嚴經普賢行願品), 대불정수능엄신주(大佛頂首楞嚴神呪), 아미타경(阿彌陀經), 묘법연화경관세음보살보문품(妙法蓮華經觀世音菩薩普門品), 관세음보살예문(觀世音菩薩禮文)의 6가지를 하나로 모아 간행한 것이다. 금강경 권말에 적힌 간기를 보면 순치 17년(1660)에 징광사(澄光寺)에서 개판한 것임을 알 수 있다.
육경합부는 대부분이 세종 6년 전라도 고산 안심사 판본을 비롯하여 임진왜란 이전의 판본이 20여 종이 알려져 있으나 이와 같은 조선 후기에도 6경합부의 경전이 발간되었음을 보여주는 좋은 자료의 사례이며, 서지학적으로나 자료적 가치가 있다.

## 같이 보기
- 육경합부

## 참고 문헌
- 김해 원명사 육경합부 - 국가유산청 국가유산포털